# Ainali
Ainali eller Ainalijärvi är en sjö i Finland. Den ligger i kommunen Haapavesi i landskapet Norra Österbotten, i den centrala delen av landet, 400 km norr om huvudstaden Helsingfors. Ainali ligger 120,7 meter över havet. Arean är 7,05 kvadratkilometer och strandlinjen är 19,6 kilometer lång. Sjön  ingår i Pyhäjoki älvs huvudavrinningsområde.   I omgivningarna runt Ainali växer i huvudsak blandskog.
I övrigt finns följande i Ainali:
- Kalmasaari (en ö)
- Kivikari (en ö)
- Pitkäkari (en ö)
- Männikkö-Aapon kari (en ö)

I övrigt finns följande vid Ainali:
- Apaja (en sjö)
- Litukkajärvi (en sjö)
- Osmankijärvi (en sjö)